# Rtyně nad Bílinou
Rtyně nad Bílinou (tyska: Hertine) är en ort i Tjeckien.   Den ligger i regionen Ústí nad Labem, i den nordvästra delen av landet, 70 km nordväst om huvudstaden Prag. Rtyně nad Bílinou ligger 173 meter över havet och antalet invånare är 697.
Terrängen runt Rtyně nad Bílinou är kuperad åt sydost, men åt nordväst är den platt. Rtyně nad Bílinou ligger nere i en dal.Runt Rtyně nad Bílinou är det ganska glesbefolkat, med 38 invånare per kvadratkilometer. Närmaste större samhälle är Teplice, 7,2 km nordväst om Rtyně nad Bílinou. I omgivningarna runt Rtyně nad Bílinou växer i huvudsak blandskog.